# French Open 2014 (turniej legend powyżej 45 lat)
French Open 2014 – turniej legend powyżej 45 lat – zawody deblowe legend powyżej 45 lat, rozgrywane w ramach drugiego w sezonie wielkoszlemowego turnieju tenisowego, French Open. Zmagania miały miejsce w dniach 3–8 czerwca na ziemnych kortach Stade Roland Garros w Paryżu.

## Drabinka

#### Klucz
- w/o – walkower
- k – krecz
- d – dyskwalifikacja
- Q – kwalifikant
- WC – dzika karta
- LL – szczęśliwy przegrany
- Alt – zawodnik zastępczy
- PR – ochrona rankingu
- SE – specjalna przepustka
- ITF – ranking ITF
- JE – ranking juniorski

### Faza finałowa
|  |       |                              |   |   |    |
|  | Finał |                              |   |   |    |
|  |       |                              |   |   |    |
|  |       |                              |   |   |    |
|  |       |                              |   |   |    |
|  | C1    | Andrés Gómez Mark Woodforde  | 6 | 5 | 7  |
|  | C1    | Andrés Gómez Mark Woodforde  | 6 | 5 | 7  |
|  | D1    | John McEnroe Patrick McEnroe | 4 | 7 | 10 |
|  | D1    | John McEnroe Patrick McEnroe | 4 | 7 | 10 |
|  |       |                              |   |   |    |

### Faza początkowa

#### Grupa C
|    |                               | Andrés Gómez Mark Woodforde | Mikael Pernfors Mats Wilander | Mansur Bahrami Cédric Pioline | Mecze W–L | Sety W–L | Gemy W–L | Miejsce |
| C1 | Andrés Gómez Mark Woodforde   |                             | 6:2, 7:5                      | 4:6, 7:6(3), 9–11             | 1–1       | 3–2      | 24–20    | 1       |
| C2 | Mikael Pernfors Mats Wilander | 2:6, 5:7                    |                               | 6:2, 6:4                      | 1–1       | 2–2      | 19–19    | 2       |
| C3 | Mansur Bahrami Cédric Pioline | 6:4, 6:7(3), 11–9           | 2:6, 4:6                      |                               | 1–1       | 2–3      | 17–23    | 3       |

#### Grupa D
|    |                              | John McEnroe Patrick McEnroe | Pat Cash Paul Haarhuis | Guy Forget Henri Leconte | Mecze W–L | Sety W–L | Gemy W–L | Miejsce |
| D1 | John McEnroe Patrick McEnroe |                              | 6:4, 6:2               | 7:6(3), 6:3              | 2–0       | 4–0      | 25–15    | 1       |
| D2 | Pat Cash Paul Haarhuis       | 4:6, 2:6                     |                        | 6:3, 7:6(3)              | 1–1       | 2–2      | 19–21    | 2       |
| D3 | Guy Forget Henri Leconte     | 6:7(3), 3:6                  | 3:6, 6:7(3)            |                          | 0–2       | 0–4      | 18–26    | 3       |